# Estoril Open 1999 - Qualificazioni doppio femminile
Le qualificazioni del doppio femminile dell'Estoril Open 1999 sono state un torneo di tennis preliminare per accedere alla fase finale della manifestazione. I vincitori dell'ultimo turno sono entrati di diritto nel tabellone principale. In caso di ritiro di uno o più giocatori aventi diritto a questi sono subentrati i lucky loser, ossia i giocatori che hanno perso nell'ultimo turno ma che avevano una classifica più alta rispetto agli altri partecipanti che avevano comunque perso nel turno finale.

## Giocatrici

### Teste di serie
1. Lea Ghirardi /  Sarah Pitkowski (secondo turno)
2. Nirupama Vaidyanathan /  Andreea Vanc (qualificate)

1. Julia Abe /  Ljubomira Bačeva (ultimo turno)
2. Adriana Serra Zanetti /  Maria-Paola Zavagli (primo turno)

### Qualificate
1. Nirupama Vaidyanathan /  Andreea Vanc

## Tabellone qualificazioni

### Legenda
| - Q = Qualificato - WC = Wild card - LL = Lucky loser | - ALT = Alternate - SE = Special Exempt - PR = Protected Ranking | - w/o = Walkover - r = Ritirato - d = Squalificato |

|  | Primo turno | Primo turno                               | Primo turno                        |                                    |                                        | Secondo turno                    | Secondo turno | Secondo turno |  |  | Ultimo turno | Ultimo turno               | Ultimo turno |
|  |             |                                           |                                    |                                    |                                        |                                  |               |               |  |  |              |                            |              |
|  | 1           | Lea Ghirardi Sarah Pitkowski              | 8                                  |                                    |                                        |                                  |               |               |  |  |              |                            |              |
|  |             | Radka Pelikanová Ludmila Richterová       | 2                                  |                                    |                                        |                                  |               |               |  |  |              |                            |              |
|  |             | Radka Pelikanová Ludmila Richterová       | 2                                  | 1                                  | Lea Ghirardi Sarah Pitkowski           | 6                                |               |               |  |  |              |                            |              |
|  |             |                                           |                                    | 1                                  | Lea Ghirardi Sarah Pitkowski           | 6                                |               |               |  |  |              |                            |              |
|  |             | 3                                         | Julia Abe Ljubomira Bačeva         | 8                                  |                                        |                                  |               |               |  |  |              |                            |              |
|  | 3           | 3                                         | Julia Abe Ljubomira Bačeva         | 8                                  | Julia Abe Ljubomira Bačeva             | 9                                |               |               |  |  |              |                            |              |
|  | 3           |                                           |                                    |                                    | Julia Abe Ljubomira Bačeva             | 9                                |               |               |  |  |              |                            |              |
|  | WC          | Anca Barna Barbara Schwartz               | 8                                  |                                    |                                        |                                  |               |               |  |  |              |                            |              |
|  |             |                                           |                                    |                                    |                                        |                                  |               |               |  |  | 3            | Julia Abe Ljubomira Bačeva | 2            |
|  |             |                                           | 2                                  | Nirupama Vaidyanathan Andreea Vanc | 8                                      |                                  |               |               |  |  |              |                            |              |
|  |             | Francesca Lubiani Flora Perfetti          | 8                                  |                                    |                                        |                                  |               |               |  |  |              |                            |              |
|  | 4           | Adriana Serra Zanetti Maria-Paola Zavagli | 6                                  |                                    |                                        |                                  |               |               |  |  |              |                            |              |
|  | 4           | Adriana Serra Zanetti Maria-Paola Zavagli | 6                                  |                                    |                                        | Francesca Lubiani Flora Perfetti | 5             |               |  |  |              |                            |              |
|  |             |                                           |                                    |                                    |                                        | Francesca Lubiani Flora Perfetti | 5             |               |  |  |              |                            |              |
|  |             | 2                                         | Nirupama Vaidyanathan Andreea Vanc | 8                                  |                                        |                                  |               |               |  |  |              |                            |              |
|  |             | 2                                         | Nirupama Vaidyanathan Andreea Vanc | 8                                  | Ľudmila Cervanová Katarína Studeníková | 8                                |               |               |  |  |              |                            |              |
|  |             |                                           |                                    |                                    | Ľudmila Cervanová Katarína Studeníková | 8                                |               |               |  |  |              |                            |              |
|  | 2           | Nirupama Vaidyanathan Andreea Vanc        | 9                                  |                                    |                                        |                                  |               |               |  |  |              |                            |              |